# Амброс, Отто
Отто Амброс (нем. Otto Ambros, 19 мая 1901, Вайден, Бавария — 23 июля 1990, Мангейм, Баден-Вюртемберг) — немецкий химик, один из фюреров военной экономики в германской промышленности времён нацистской Германии. Был ответственен за разработку и внедрение боевых химических веществ. Член правления концерна IG Farben. Член НСДАП. Осуждён по приговору суда на Нюрнбергском процессе, где получил восемь лет заключения.

## Биография
Отто Амброс родился 19 мая 1901 года в городке Вайден-ин-дер-Оберпфальц, Бавария. Вступил в ополчение и в 1919 году добровольцем вызвался участвовать в подавлении революционных восстаний в Мюнхене, в 1920 — в Руре, и 1921 — в Верхней Силезии.
С 1920 года начал изучать химию и сельское хозяйство в университете Мюнхена. В 1926 году, получив рекомендации, устроился на работу в химический концерн BASF, где стал членом лаборатории аммиака на заводе в Людвигсхафен-ам-Райн. В 1930 году на протяжении года обучался на Дальнем Востоке.
В 1935 году он возглавил строительство первого завода в Шкопау по производству буны и ядовитых газов. С 1 мая 1937 года вступил в нацистскую партию (членский билет № 6099289). В 1938 году Амброс стал полноправным членом правления IG Farben.
В 1940 году занимал должность советника отдела исследований и разработок в рамках четырёхлетнего плана. В середине мая 1943 года в штаб-квартире Гитлера Амброс выступил с докладом о действии нервно-паралитических отравляющих веществ — табун и зарин. В следующем году он был назначен управляющим директором завода Buna Fame IV в Освенциме. Амброс был активным сторонником использования труда заключенных концентрационных лагерей. Открыто выступал со словами благодарности в адрес рейхсфюрера СС Генриха Гиммлера, который своим приказом увеличил число узников до ста тысяч человек и тем самым помог нарастить промышленные мощности концерна «IG Farben».
21 февраля 1944 был награждён Рыцарским крестом Креста «За военные заслуги» с мечами.
В 1946 году Отто Амброс был арестован солдатами армии США. Он был обвиняемым на Нюрнбергском процессе по делу «о руководящем составе химического концерна „IG Farben“». Судебным решением был признан виновным в причастности к «порабощению» и «массовым убийствам» и в 1948 году получил восемь лет лишения свободы. К слову, среди остальных фигурантов по этому делу ему был вынесен один из самых суровых приговоров. Свою вину не признал и считал решение суда незаконным. В 1952 году вышел на свободу. Сотрудничал с американскими спецслужбами и выступал консультантом по вопросам химического производства. В дальнейшем занимал руководящие посты в различных химических предприятиях ФРГ. С 1960 по 1975 год был председателем Наблюдательного совета Knoll AG. Умер в 1990 году в Мангейме. После его смерти в 1990 году химический концерн BASF выразил свои соболезнования по этому поводу и охарактеризовал Амброса, как «выразительную предприимчивую личность с большой харизмой».